# Xavier Neujean
Xavier Neujean (* 23. Januar 1840 in Theux, Provinz Lüttich, Belgien; † 26. Januar 1914 in Lüttich) war ein belgischer liberaler Politiker.

## Leben
Nach dem Schulbesuch studierte er Rechtswissenschaft an der Universität Lüttich und erhielt nach der Promotion zum Doktor der Rechtswissenschaften 1861 die Zulassung als Rechtsanwalt am Appellationsgericht von Lüttich. Neben seiner anwaltlichen Tätigkeit war er auch Professor für Rechtswissenschaft an der École des Hautes Études commerciales en consulaires in Lüttich.
Seine jahrzehntelange politische Laufbahn begann er 1866 als Mitglied des Stadtrates von Lüttich und wurde 1870 zum Mitglied des Rates der Provinz Lüttich gewählt. 1878 wurde er dann erstmals zum Mitglied der Abgeordnetenkammer gewählt und gehörte dieser zunächst bis 1894 an. Dabei beschäftigte er sich insbesondere mit der Bildungspolitik und brachte 1884 die Initiative zur Große Unterrichts-Enquête durch die später das Ende des 1878 begonnenen ersten belgischen Schulstreits eingeläutet wurde. Während dieser Zeit beschäftigte er sich auch mit Fragen der Verteidigungspolitik.
1900 wurde er abermals zum Mitglied der Abgeordnetenkammer gewählt und gehörte dieser bis 1912 an.
Nach seinem Ausscheiden aus der Abgeordnetenkammer wurde ihm für seine politischen Verdienste am 23. Februar 1912 der Ehrentitel eines Staatsministers verliehen. Darüber hinaus wurde 1920 nach seinem Tode der Xavier-Neujean-Plein in Lüttich nach ihm benannt.
Sein Sohn Grégoire Lambert François Xavier Neujean (1865–1940) war ebenfalls Abgeordneter sowie Minister für Post und Telegrafenwesen und langjähriger Bürgermeister von Lüttich.

## Veröffentlichungen
- Commandes militaires, Extrait des Annales parlementaires, 1888